# Wandel (Partei)
Wandel (Eigenschreibweise WANDEL; wegen der Begrenzung auf fünf Zeichen für Parteikürzel auch WANDL) ist eine im September 2012 gegründete, linke, progressive und ökosoziale Partei in Österreich. Zentrale Themen sind gerechte Verteilung, Chancengleichheit und nachhaltiges Wirtschaften, sowie eine radikale Klimapolitik. Ziel ist die Abwendung vom globalen Kapitalismus. Die Partei trat zur Nationalratswahl 2013, zur Europawahl 2014 und zur Nationalratswahl 2019 an. Seit September 2021 hat der Wandel sein erstes Mandat im Linzer Gemeinderat (Oberösterreich) inne.

## Politische Ausrichtung
Die Partei versteht sich als links progressiv und fordert den Wohlstand der Allgemeinheit, Teilhabe aller am finanziellen und sozialen Wohlstand sowie Klimagerechtigkeit. Die Grundsätze des Wandels sind im Manifest Die demokratische Moderne – Ein Manifest für Wandel verfasst. Dort werden als Ziele die Abwendung vom weltweiten Kapitalismus und die Machtverschiebung von globaler Oligarchie hin zum Volk skizziert.

## Organisation
Der Wandel besteht aus einer Bundespartei mit drei Landesorganisationen – Oberösterreich, Steiermark und Vorarlberg. In Wien und anderen Bundesländern ist der Wandel ebenfalls vertreten, allerdings über die Bundespartei. Der Bundesvorstand besteht aus Fayad Mulla, Daniela Platsch, Karl Bittner, Armin Weber, Lucia Kraft und Luna Walch. Die Partei finanziert sich über Spenden und Mitgliedsbeiträge. Einnahmen und Ausgaben werden auf der Website der Partei veröffentlicht.

### Aktionen
Der Wandel hat seit seiner Gründung aktivistische Aktionen durchgeführt. Dazu gehört etwa das sogenannte WandeLAN, die Lesbos-Spendenaktion, der „Klavierkleber“ oder die Aufdeckung illegaler Deportationen durch Fayad Mulla:
- WandeLAN: Finanziert über Spendengelder hat der Wandel während der „Flüchtlingskrise“ 2015 einen WLAN-Hotspot beim Flüchtlingslager Traiskirchen installiert.[10]
- Lesbos-Spendenaktion: Kurz vor Weihnachten 2020 startete die Partei eine Spendenaktion für geflüchtete Menschen in Lesbos. Insgesamt kamen 80 Tonnen Sachspenden zusammen.[11]
- „Klavierkleber“: Ein Pensionist und Mitglied der Partei hat sich im März 2023 am goldenen Klavier im österreichischen Parlament festgeklebt. Ziel der Protestaktion war es, auf die steigende Armut und das Versagen der Politik in dieser Hinsicht aufmerksam zu machen. Das Klavier stand bereits im Voraus aufgrund der hohen Mietkosten in Kritik.[12]
- Illegale Deportationen auf Lesbos: Im Mai 2023 veröffentlichte Fayad Mulla gemeinsam mit «The New York Times» den Videobeweis für illegale Deportationen auf der griechischen Insel Lesbos. Diese Aufnahmen dokumentierten, wie Schutzsuchende auf griechischem Boden gekidnappt, um ihre Rechte auf einen Asylantrag gebracht und auf offenem Meer ausgesetzt wurden.[13]

## Wahlen

### Nationalratswahl 2013
Bei der Nationalratswahl am 29. September 2013 erreichte der Wandel in Wien und in Oberösterreich 3.051 Stimmen, was 0,19 Prozent der abgegebenen Stimmen entspricht.

### Europawahlen 2014 und 2019
Bei der Europawahl am 25. Mai 2014 trat der Wandel in der von ihm initiierten Wahlallianz Europa anders gemeinsam mit der KPÖ, der Piratenpartei Österreichs und Unabhängigen an. In Umfragen schon bei über 4 Prozent gesehen, wurden es am Wahltag schlussendlich 2,14 Prozent.
Bei der Europawahl im Mai 2019 kandidierte Daniela Platsch, politische Geschäftsführerin und Vorstandsmitglied des Wandels, auf Listenplatz 2 hinter Yanis Varoufakis auf der Wahlliste von Demokratie in Europa – DiEM25 in Deutschland, der gemeinsamen Liste von DiEM25 und Demokratie in Bewegung. Yanis Varoufakis, der in Deutschland kandidiert, sagte:

„Wenn ich ins Parlament gewählt werden sollte, werde ich den Wählern meine Vorschläge unterbreiten, wie man die Dinge in Europa verbessern kann – und danach werde ich das Parlament verlassen, um Wahlkampf in Griechenland zu machen. Meinen Sitz wird dann Daniela Platsch übernehmen, eine sehr fähige Ökonomin. Ich glaube, die Wähler werden das verstehen.“

### Nationalratswahl 2019
Bei der Nationalratswahl am 29. September 2019 trat der Wandel zum ersten Mal bundesweit an. Das Spitzenteam bildeten Fayad Mulla und Daniela Platsch. Die Partei erhielt 22.168 der Wählerstimmen, was einem Anteil von 0,5 % entspricht.

### Landtagswahlen 2019 und 2020
Die Landtagswahl in Vorarlberg 2019 bildete die erste Landtagswahl, zu der der Wandel antrat. Die Partei erreichte 1.475 bzw. 0,89 % der Wählerstimmen.
Im Vorfeld der Landtags- und Gemeinderatswahl in Wien 2020, bei der Wandel nur auf Bezirksebene kandidierte, erregte die Partei mit Vorwürfen gegen Heinz-Christian Strache Aufsehen. Dessen Spitzenkandidatur für sein Team HC Strache sei nicht rechtens, da sein Hauptwohnsitz nicht in Wien, sondern in Klosterneuburg sei.

### Gemeinderatswahlen 2021
Im September 2021 trat der Wandel bei der Linzer Gemeinderatswahl an und holte sich sein erstes Mandat. Dieses Amt bekleidet seither der damalige Spitzenkandidat Clemens Brandstetter. Als Erfolg der Landesorganisation wird die Umgestaltung der Domgasse in Linz gesehen: Der Linzer Wandel hat die Idee einer autofreien Domgasse angestoßen und wesentlich vorangebracht.

### Nationalratswahl 2024
Bei der Nationalratswahl 2024 trat der Wandel als „Keine von denen“ (Kurzbezeichnung: KEINE) an. Er erhielt 27.830 Stimmen (0,6 %) und verfehlte damit den Einzug in den Nationalrat klar.